# Magnapinnidae
Magnapinnidae zijn een familie van weekdieren uit de klasse van de Cephalopoda (inktvissen). 

## Geslacht
- Magnapinna Vecchione & Young, 1998